# Prêmio de Tecnologia do Milênio
O Prêmio de Tecnologia do Milênio (em finlandês:  Millennium-teknologiapalkinto) é o maior prêmio para tecnologia atualmente existente. É concedido bianualmente pela Academia de Tecnologia da Finlândia, uma fundação independente estabelecida pelas indústrias finlandesas em parceria com o governo finlandês. O prêmio é apresentado pelo presidente da Finlândia. É concedido em reconhecimento a inovações tecnológicas que contribuem para a melhoria da qualidade da vida humana e encorajadores do desenvolvimento sustentável. Foi concedido a primeira vez em 2004.

## O prêmio
O prêmio celebra inovações que tenham um impacto favorável sobre a qualidade de vida e o bem estar ou sobre o desenvolvimento sustentável. Foi criado para orientar o curso do desenvolvimento tecnológico para uma direção mais humana. O objetivo do Prêmio de Tecnologia do Milênio é destacar o desenvolvimento técnico com foco humanitário, para divulgar o trabalho de pesquisadores e desenvolvedores de aplicações em diferentes setores, e encorajar discussões e debates entre pesquisadores, companhias e os senhores das decisões, tanto nacionais como comunais.
O prêmio é concedido pela Academia de Tecnologia da Finlândia (denominado antigamente como "Millennium Prize Foundation and Finnish Technology Award Foundation"), estabelecido em 2002 por oito organizações finlandesas de suporte ao desenvolvimento e inovação tecnológica. O total do prêmio é aproximadamente 1,1 milhão de euros (approx. US$ 133 milhões), dividido entre o ganhador e outros laureados. O prêmio principal é de 800 mmil euros (approx. 1 milhão de dólares). É o melhor dotado financeiramente prêmio de tecnologia. O predecessor do prêmio foi o prêmio Walter Ahlström.
O Prêmio do Milênio é um prêmio de tecnologia, enquanto o Prêmio Nobel é um prêmio de ciência. Além disso, o Prêmio Nobel é concedido para pesquisa básica, enquanto o Prêmio do Milênio pode ser concedido a uma inovação concebida recentemente que esteja ainda sendo desenvolvida.
Universidades, institutos de pesquisa, academias nacionais de ciências e engenharia e empresas de tecnologia avançada em todo o planeta são elegíveis para nomear indivíduos ou grupos para o prêmio. De acordo com as regras da Academia de Tecnologia da Finlândia, uma proposta sobre sobre o ganhador do prêmio é feita ao conselho da fundação pelo comitê de seleção internacional, composto de oito membros, e a decisão final é feita pelo conselho.

## Comitê de Seleção Internacional 2009–2010
- Chairman Dr. Risto Nieminen, Professor of Physics at Helsinki University of Technology and director of COMP, a National Center for Excellence in Computational Nanoscience (Finlândia)
- Dr. Eva-Mari Aro, Professor of Physiological Botany at University of Turku (Finlândia)
- Dr. Mikko Hupa, Professor and Dean of the Faculty of Technology at the Åbo Akademi University in Turku (Finlândia)
- Dr. Bengt Kasemo, Professor of Physics at Chalmers University of Technology, Gothenburg (Suécia)
- Dr. Martti Mäntylä, Professor of Information Technology at the Helsinki University of Technology (Finlândia)
- Dr. Konrad Osterwalder, Rector of the United Nations University and Under-Secretary-General of the United Nations (Suíça)
- Dr. V. S. Ramamurthy, Homi Bhabha Chair Professor at the Inter-University Accelerator Center in New Delhi (Índia)
- Dr. Henry T. Yang, Professor and Chancellor of the Universidade da Califórnia  Estados Unidos

## Laureados
| Ano  | Inventor        | Nacionalidade            | Invenção                              | Notas | Referências |
| ---- | --------------- | ------------------------ | ------------------------------------- | --- | ----------- |
| 2004 | Tim Berners-Lee | Britânico                | World Wide Web                        | Inventor of the World Wide Web from United Kingdom, was announced on April 15, 2004 as the first laureate of the award. The Prize was presented to Berners-Lee at a ceremony in the Finlandia Hall in Helsinki by the President of Finland, Tarja Halonen on June 15, 2004. Selection committee studied 78 nominations from 22 countries for the 2004 prize. | [ 2 ] [ 3 ] |
| 2006 | Shuji Nakamura  | Japonês, estadunidense   | Diodo emissor de luz azul e branca    | Inventor of high brightness blue and white LEDs used in lighting, computer displays and new-generation DVDs, from California, United States, was announced on June 15, 2006 as the second laureate of the award. The Prize was presented to Nakamura at a ceremony in the Helsinki Fair Centre in Helsinki by the President of Finland Tarja Halonen on September 8, 2006. Selection committee studied 109 nominations from 32 countries for the 2006 prize. | [ 4 ] [ 5 ] |
| 2008 | Robert Langer   | Estadunidense            | Biomateriais inovativos               | Inventor of controlled drug release from the United States, was announced on June 11, 2008 as the third laureate of the award. The prize 800,000 euros was presented to Langer at a ceremony in Helsinki by the President of Finland Tarja Halonen “for his invention and development of innovative biomaterials for controlled drug release and tissue regeneration that have significantly improved human health.” The other 2008 Millennium Laureates, Alec Jeffreys and Andrew Viterbi and the group of Emmanuel Desurvire, Randy Giles and David N. Payne, were each awarded prizes of 115,000 euros. | [ 6 ]       |
| 2010 | Michael Grätzel | Suiço                    | Célula solar de Grätzel               | Inventor of third generation dye-sensitized solar cells. The president of Finland Tarja Halonen handed the 800,000 euros Grand Prize and the prize trophy "Peak" to Grätzel at the Grand Award Ceremony at the Finnish National Opera in Helsinki on 9 June 2010. The two other 2010 Millennium Laureates, Richard Friend and Steve Furber, were each awarded prizes of 150,000 euros. | [ 7 ]       |
| 2012 | Linus Torvalds  | Finlandês, estadunidense | Linux kernel                          | For releasing his Linux kernel operating system (OS) in 1991. One of the most important elements of the system is that it should be open source software, publicly licensed for anyone to use. It has become the basis of Android smartphones, tablets, digital television recorders and supercomputers the world over. |             |
| 2012 | Shinya Yamanaka | Japonês                  | Célula-tronco pluripotente induzida   | For the discovery of a way to turn adult skin cells into cells that act like embryonic stem cells. This discovery has since altered the fields of cell biology and stem cell research, offering new hope for the future of both personalized and regenerative medicine. |             |
| 2014 | Stuart Parkin   | Britânico                | Advances in magnetic storage capacity | Prof. Parkin receives the 2014 Millennium Technology Prize in recognition of his discoveries, which have enabled a thousand-fold increase in the storage capacity of magnetic disk drives. Parkin’s innovations have led to a huge expansion of data acquisition and storage capacities, which in turn have underpinned the evolution of large data centres and cloud services, social networks, music and film distribution online. We can now stream movies, use social media and search information on the internet because all that information is stored in magnetic disk drives in the cloud. The information is stored in disk drives, because it is a cost-efficient means of storing data thanks to the spintronic device. Parkin cites estimates that a month’s supply of disk drives could easily store all the information known since the beginning of mankind. |             |